# Tatort: 3:0 für Veigl
3:0 für Veigl ist die 40. Folge der ARD-Krimireihe Tatort. Vom Bayerischen Rundfunk produziert, hatte sie am 26. Mai 1974 im Ersten Programm Premiere und erreichte einen Marktanteil von 65,00 %. Es handelt sich um den vierten Fall von Kommissar Veigl, dargestellt von Gustl Bayrhammer. In der Folge geht es um den Ausbruch eines Gangsterbosses, um gefälschte Karten für die Fußball-Weltmeisterschaft 1974, um den angeblichen Selbstmord einer Frau und um die Erschießung zweier Einbrecher durch einen Polizisten in angeblicher Notwehr.

## Handlung
Aufgrund der bevorstehenden Fußball-Weltmeisterschaft 1974 besteht bei der Münchner Polizei akuter Personalmangel. Daher bekommt es Veigl diesmal mit mehreren Fällen gleichzeitig zu tun.
Dem Schwerverbrecher Johann Strasser gelingt es, bei seinem Scheidungstermin zu fliehen, da ihm seine Frau vor der Verhandlung heimlich eine Pistole zustecken kann. Veigl wird aufgrund des Personalengpasses mit der Fahndung nach dem Ausbrecher betraut. Fast zeitgleich kommen zwei weitere Fälle über Veigl herein. Zum einen soll er die Umstände eines angeblichen Selbstmords einer Frau mit Gas in deren ehelicher Wohnung klären, zum anderen den Fall von massenweisen Fälschungen von Eintrittskarten für die Fußball-WM. Da die Hotels, die die gefälschten Karten unwissentlich an ihre Gäste verkauft haben, einen Skandal befürchten, verweigern alle Hotelangestellten die Aussage. Lediglich ein Portier wollte aussagen, doch ist dieser überfallen worden und liegt nunmehr im Krankenhaus. Noch bevor Veigl den Portier im Krankenhaus befragen kann, bekommt es Veigl sogar noch mit einem vierten Fall zu tun. Kriminalrat Schneehans betraut ihn mit der Untersuchung eines weiteren Vorfalls. Der Streifenpolizist Lohse erschoss in der Nacht zuvor offensichtlich in Notwehr zwei Einbrecher. Schneehans möchte diesen Fall schnell von Veigl als Notwehr bestätigt bekommen.
Veigl sucht den Portier im Krankenhaus auf, doch dieser hat seit dem Angriff auf seine Person Angst und verweigert nunmehr die Aussage. Schließlich gibt der Portier einen Hinweis auf einen gewissen Feuerlein. Anschließend sucht Veigl den Streifenpolizisten Lohse im Trainingszentrum der Münchner Polizei auf. Dieser sagt aus, dass er ein offenes Garagentor und drinnen im Dunkeln zwei Einbrecher bemerkt hätte. Veigl wird stutzig, da Lohse trotz angeblich schlechter Sichtverhältnisse beide mit Kopfschuss töten konnte. Kriminalrat Schneehans sieht die Angelegenheit allerdings als erledigt an. Veigl sucht als Nächstes Herrn Madlmeier auf, den Ehemann der durch Gas getöteten Frau. Der Witwer wirkt schwer gezeichnet vom Selbstmord seiner Frau. Als er seine Frau tot auffand, holte er sofort einen Nachbarn zu Hilfe; beide fanden die Leiche von Frau Madlmeier zusammen. Sie lag vor dem geöffneten Gasrohr am Ofen. Das Rohr war an der Mutter aufgeschraubt worden. Frau Madlmeier war krebskrank und vor Jahren bereits operiert worden. Im letzten Spanien-Urlaub waren die Schmerzen wieder aufgetreten. Nachdem der Arzt die Wiederkehr der Krebserkrankung angedeutet hatte, war Frau Madlmeier laut ihrem Witwer mutlos und wollte sich auch nicht mehr behandeln lassen. Veigl ist stutzig, weil Herr Madlmeier keine Reanimierungsversuche eingeleitet hat, sondern gleich zum Nachbarn hinübergeeilt ist, und gibt Lenz die Anweisung, weitere Erkundigungen über Madlmeier einzuholen.
In einem Strip-Lokal erkundigt sich Veigl abends nach Mallik, einem Komplizen aus Strassers Gang. Er trifft diesen nicht an, kann aber zwei Frauen, die mit Komplizen von Strasser zusammen waren, befragen; diese geben ihm Hinweise auf Straftaten, bestehen aber darauf, keinen Kontakt zu Strasser oder den maßgeblichen Komplizen mehr zu haben. Am nächsten Morgen sucht Veigl eine Tankstelle in Aubing auf, die von der Gruppe überfallen worden sein soll. Dort trifft er schließlich auf Mallik, der Veigl schon des Öfteren als Informant gedient hat. Die Frau von Mallik ist eng mit Frau Strasser befreundet. Mallik behauptet, Strasser sei im Ausland, weitere Informanten hat er aber nicht. Zurück an der Tankstelle kann der Inhaber zwei der Täter auf einem Foto, das Veigl in dem Lokal von den Frauen bekommen hat, als die Räuber identifizieren, die seine Tankstelle im Jahr zuvor überfallen haben. Unterdessen vernimmt Brettschneider Herrn Feuerlein, den Händler, der falsche Karten an den verletzten Hotelportier verkauft hat. Dieser gibt den Hinweis auf ein Reisebüro in der Leopoldstraße. Lenz hat unterdessen herausgefunden, dass der Witwer Madlmeier eine Freundin hat, wie Veigl von Anfang an gemutmaßt hat. Sie ist Fotomodell. In einem Café auf dem Augsburger Hauptbahnhof treffen sich Frau Strasser und Frau Mallik. Frau Strasser weiß aus Sicherheitsgründen nicht, wo ihr Mann ist. Frau Strasser äußert die Befürchtung, dass Strasser Rache an Veigl üben möchte, mit dem er noch eine Rechnung offen hat. Lenz findet unterdessen bei der Gerichtsmedizin heraus, dass Frau Madlmeier tatsächlich an einer Gasvergiftung gestorben ist. Veigl hatte im Schlafzimmer der Madlmeiers einen Stöpsel unter dem Bett gefunden und festgestellt, dass die Nachttischschublade leergeräumt ist, was sein Misstrauen aufrechterhält. Als sich Veigl abends mit seinem Kollegen Lutz aus Stuttgart trifft, erzählt dieser ihm von einem gemeinsamen Ex-Kollegen, der jetzt ein kriminaltechnisches Labor in Frankfurt leitet. Diese hätten jetzt ein neues chemisches Verfahren, mit dem sie den Gas- oder Giftgehalt im Blut von allen möglichen Stoffen feststellen könnten. Angesichts des Madlmeier-Falles wird Veigl hellhörig. Gegen die letzte WM-Karte von Veigl arrangiert Lutz eine Untersuchung für Veigl.
Brettschneider sucht am nächsten Tag das Reisebüro auf, auf das Feuerlein ihn aufmerksam gemacht hat, und fragt nach WM-Karten. Die Dame im Reisebüro gibt sich ahnungslos. Der Geschäftsführer des Reisebüros, Vikicevic, sagt aus, dass er diese von einem unbekannten Kunden geschenkt bekommen hätte. Brettschneider nimmt den Mann mit aufs Revier zu Veigl. Vikicevic sagt schließlich aus, dass er die gefälschten Karten von zwei italienischen Kellnern aus einem Eiscafé beim Olympiagelände bezogen hat. Auch im Fall der beiden erschossenen Einbrecher kommt Veigl voran. Er ahnt, dass der junge Polizist Lohse die Einbrecher, die er erschoss, gekannt haben muss. Er bestellt über Lenz den überfallenen Tankwart ins Präsidium, doch dieser kann Lohse bei einer wie zufällig arrangierten Begegnung nicht eindeutig als dritten Gangster identifizieren, allerdings hat Veigl die Reaktion von Lohse bemerkt, der ziemlich schockiert war über diese scheinbare Zufallsbegegnung. Bei einem Lokaltermin am Tatort konfrontiert Veigl Lohse mit dessen unglaublichem Schießglück, das dieser gehabt haben müsste, wenn er die Einbrecher wirklich so getroffen hätte, wie er es angegeben hatte. Dies sei erstaunlich, weil Lohse in den Schießübungen als nicht sehr guter Schütze aufgefallen war. Zudem haben die Kollegen nur zwei Schüsse gehört, es müsste schon ein merkwürdiger Zufall gewesen sein, wenn die Gangster und Lohse zweimal exakt zur gleichen Zeit geschossen hätten. Veigl stutzt ebenfalls, dass einer der Gangster mit der Waffe in der rechten Hand aufgefunden worden war, obwohl Veigl aus der Ermittlungsakte weiß, dass dieser Linkshänder gewesen ist. Lohse verrät sich daraufhin selbst, weil er anmerkt, dass beide Gangster beidhändig haben schießen können und nur angegeben hätten, Linkshänder zu sein. Lohse bricht daraufhin zusammen und gibt zu, der Ex-Komplize der beiden Gangster gewesen zu sein. Diese hätten ihn mit seiner Vergangenheit erpresst, deswegen habe er sie zur Garage bestellt und dort hingerichtet. Anschließend hat er die Szene so fingiert, dass es wie Notwehr aussah. Lohse bricht in Tränen aus, er wollte ein neues Leben bei der Polizei anfangen. Veigl lässt ihn abführen, es steht somit 1:0 für ihn.
In der Nacht klingelt Mallik Veigl aus dem Bett und behauptet, in Lebensgefahr zu sein. Strasser ist nach München zurückgekehrt und weiß nun, dass er ein Informant Veigls ist. Veigl sucht gemeinsam mit Brettschneider am Morgen Madlmeier auf und beide konfrontieren Madlmeier damit, dass Frau Madlmeier vom Krebs vollständig geheilt gewesen sei. Zudem konfrontieren sie ihn damit, dass sie wissen, dass er im Urlaub das junge Fotomodell kennengelernt und ihr Geschenke im Wert von DM 30.000 gemacht hat, was dieser empört zurückweist. Zudem hatte Madlmeier mehrere Semester Chemie studiert und in einem pharmazeutischen Unternehmen gearbeitet, bis er seine Frau kennen lernte und sich fortan nur noch um die Betreuung ihres nicht unbeträchtlichen Vermögens gekümmert hatte. Weiterhin haben die Beamten ermittelt, dass Madlmeier während der Krise seiner Frau, die wohl eher von der Bekanntschaft als von der angeblichen Wiedererkrankung mit Krebs herrührt, seine Beziehungen zu dem Unternehmen, für das er einst gearbeitet hatte, wieder aufnahm. Dies tat er, um sich Chloroform zu besorgen. Mit diesem hatte er seine Frau betäubt und sie vor die Gasleitung gelegt. Madlmeier entgegnet, dass dies nicht zu beweisen sei, doch Veigl hält ihm den ergänzenden Befund vor, den er vom rechtsmedizinischen Institut in Frankfurt erhalten hat. Der Stöpsel, den Veigl unter dem Bett gefunden hatte, gehörte zu der Chloroformflasche, auch diesen hat Veigl im Institut nach dem neuen Verfahren untersuchen lassen. Veigl und Brettschneider verhaften Madlmeier, nunmehr steht es 2:0 für Veigl.
Anschließend fährt Veigl ins Eiscafé Napoli beim Olympiagelände, wo die gefälschten WM-Karten herstammen, die im Reisebüro weiterverkauft worden sind. Er erkennt in dem Kellner einen ihm bekannten Fälscher und entdeckt im Hinterzimmer auch prompt die Druckerei für die gefälschten Karten. Zudem entdeckt Veigl ein Nachtlager, in diesem nächtigte Strasser, der Veigl nun mit einer Waffe bedroht. Mithilfe seines Dackels Oswald, der Strasser am Bein packt, gelingt es Veigl, Strasser zu entwaffnen. Ein Streifenpolizist kommt Veigl zu Hilfe und Strasser und der Fälscher werden abgeführt. Somit steht es jetzt 3:0 für Veigl.
Im Nachgang sieht man Veigl, der alle seine WM-Karten verschenkt hat, vergnügt ins Stadion gehen. Das Schlitzohr hat sich genug gefälschte WM-Karten eingesteckt, um die WM genießen zu können. Da er auch noch seinen geliebten Dackel Oswald ins Stadion schmuggeln konnte, endet die Folge eigentlich sogar 4:0 für Veigl.

## Hintergrund
Das Szenenbild erstellte Wolfgang Hundhammer, die Kostüme stammen von Eva Sturminger und die Maske verantworteten Werner Uhl & Gretel Nickel.
3:0 für Veigl thematisierte die Fußball-Weltmeisterschaft 1974 im eigenen Land und somit als erster „Tatort“ ein aktuelles Ereignis. Da die Handlung bereits während der WM spielt, ist dies die erste „Tatort“-Folge, die in der Zukunft spielt. Allerdings gibt es in der ersten Verhörszene mit Madlmeier dazu einen Widerspruch, weil Veigl eine OP von Frau Madlmeier aus dem November 1966 als „vor sechs Jahren“ bezeichnet. Dies ist offensichtlich vom Zeitpunkt der Produktion aus gerechnet. Die „Tatort“-Folge wurde tatsächlich 1972 gedreht und sollte ursprünglich während der Olympischen Sommerspiele 1972 in München spielen. Wegen des Palästinenser-Attentats unterblieb aber die Ausstrahlung, statt der Szenen von olympischen Sportereignissen wurden dann Szenen der Fußball-WM 1974 eingespielt und die Texte sowie der Titel der Folge entsprechend geändert. Dabei wurde aber nicht an die Madlmeier-Szene gedacht. Eine weitere logische Ungereimtheit gibt es in der Szene der Besprechung unter Kriminalrat Schneehans: Dabei zeigt ein Wandkalender den Monat August an, die Szene findet jedoch vor der Fußball-WM 1974 statt und somit spätestens im Juni 1974. Ferner hängt im Büro ein Olympiaplakat.
Bereits in der „Tatort“-Folge Wenn Steine sprechen vom Februar 1972 gibt es einen Hinweis auf den geplanten Olympia-„Tatort“: Als Kommissar Pflüger aus Baden-Baden in München ermittelt und mit Veigl in dessen Auto am Olympiastadion vorbeifährt, klagt Veigl im Rahmen seines Gastauftrittes: "Die Elite der Unterwelt im edelen Wettstreit gegen mein unterbesetztes Dezernat... Olympisch – ich träum' heut' schon jede Nacht davon!" Eine derart konkrete Bezugnahme auf eine bestimmte Folge der Reihe, noch dazu eine spätere Folge, ist ebenfalls absolut ungewöhnlich.

## Trivia
In der Folge Der große Krach und seine Folgen der Fernsehserie Meister Eder und sein Pumuckl hält Gustl Bayrhammer als Meister Eder im Bett liegend ein Taschenbuch in der Hand, auf dessen Titelseite Gustl Bayerhammer als Veigl zu erkennen ist mit dem darunter stehenden Titel 3:0 für Veigl.

## Kritik
Die Kritiker der Fernsehzeitschrift TV-Spielfilm beurteilen diesen Tatort positiv: „Von der Realität überschriebener Krimi“.